# Comté de Carroll (Indiana)
Pour les articles homonymes, voir Comté de Carroll.
Le comté de Carroll est un comté situé dans l'État de l’Indiana, aux États-Unis. Lors du recensement de 2000, sa population atteignait 20 166 habitants. Densité : 21 hab/km2 (54 hab/mi2). Sa superficie totale est de 971 km2 (375 mi2).
Fondé en 1828, il porte le nom de Charles Carroll of Carrollton, le dernier signataire de la Déclaration d'indépendance des États-Unis à décéder, en 1832, et seul catholique.
Siège : Delphi.

## Comtés adjacents
- comté de Cass au nord-est,
- comté d'Howard à l'est,
- comté de Clinton au sud,
- comté de Tippecanoe au sud-ouest,
- comté de White au nord-ouest,

## Municipalités du comté

### Villes (Cities) et petites villes (towns)
| - Burlington, - Camden, - Delphi, | - Flora, - Yeoman, |

### Villes non-incorporées
| - Bringhurst, - Burrows, - Cutler, - Deer Creek, - Lockport, | - Ockley, - Owasco, - Pittsburg, - Radnor, - Rockfield | - Sharon, - Sleeth, - Wheeling, |

### Villes disparues
| - Carrollton, - Lexington, | - Prince William, - Woodville, |

### Townships

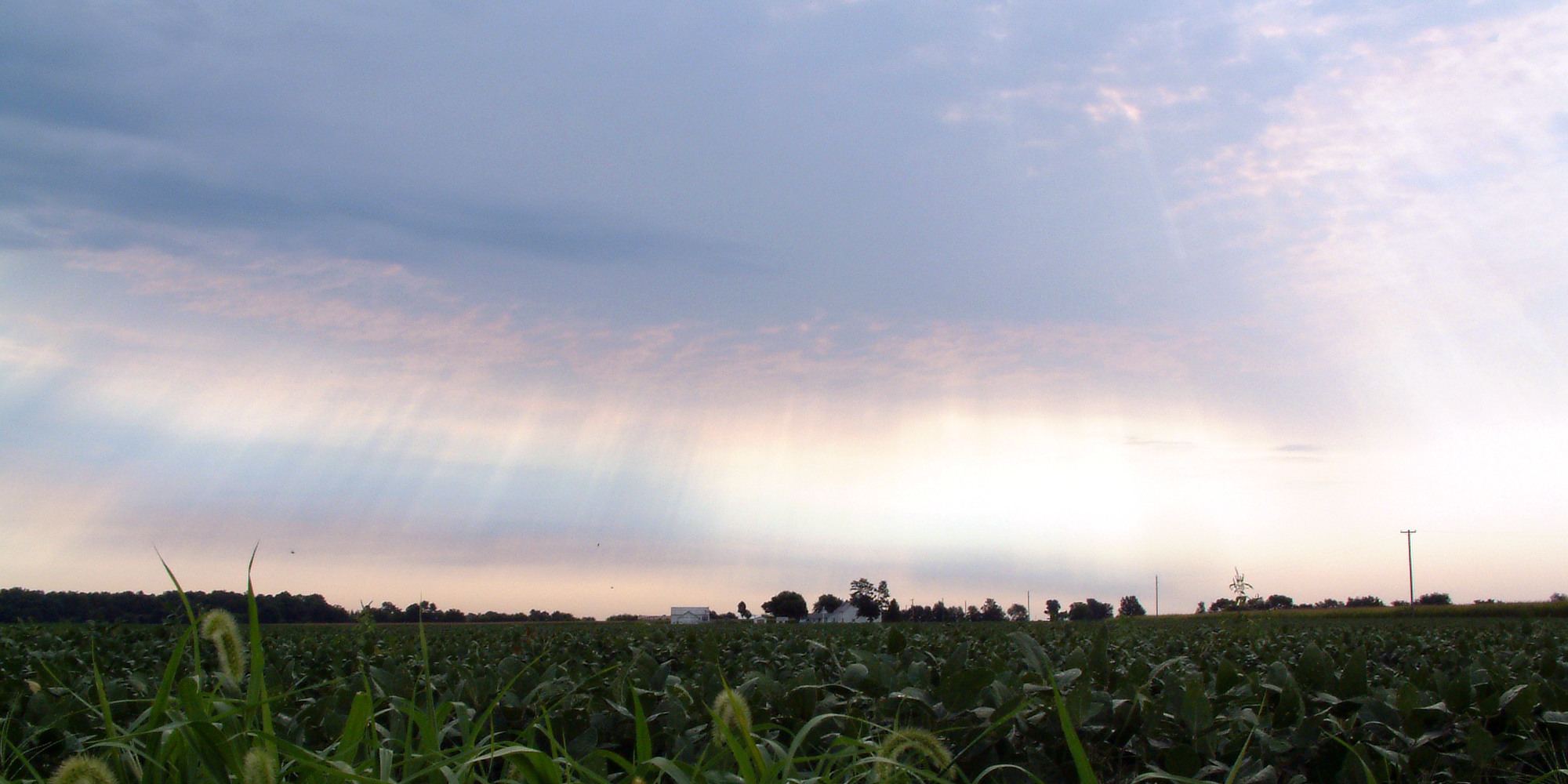
Nuages bordés d'arc en ciel au-dessus d'une ferme et des champs de soja dans le Township rural de Jackson.

| - Adams, - Burlington, - Carrollton, - Clay, - Deer Creek, - Democrat, - Jackson, | - Jefferson, - Liberty, - Madison, - Monroe, - Rock Creek, - Tippecanoe, - Washington, |